# 伯曼貓
伯曼猫（Birman），又称波曼猫、巴曼猫、缅甸圣猫（法語：Sacré de Birmanie），是一种拥有长毛和重点色的家猫品种。其名来自于法语“Birmanie”，意思即缅甸。1925年在法国首次得到确认。

## 历史

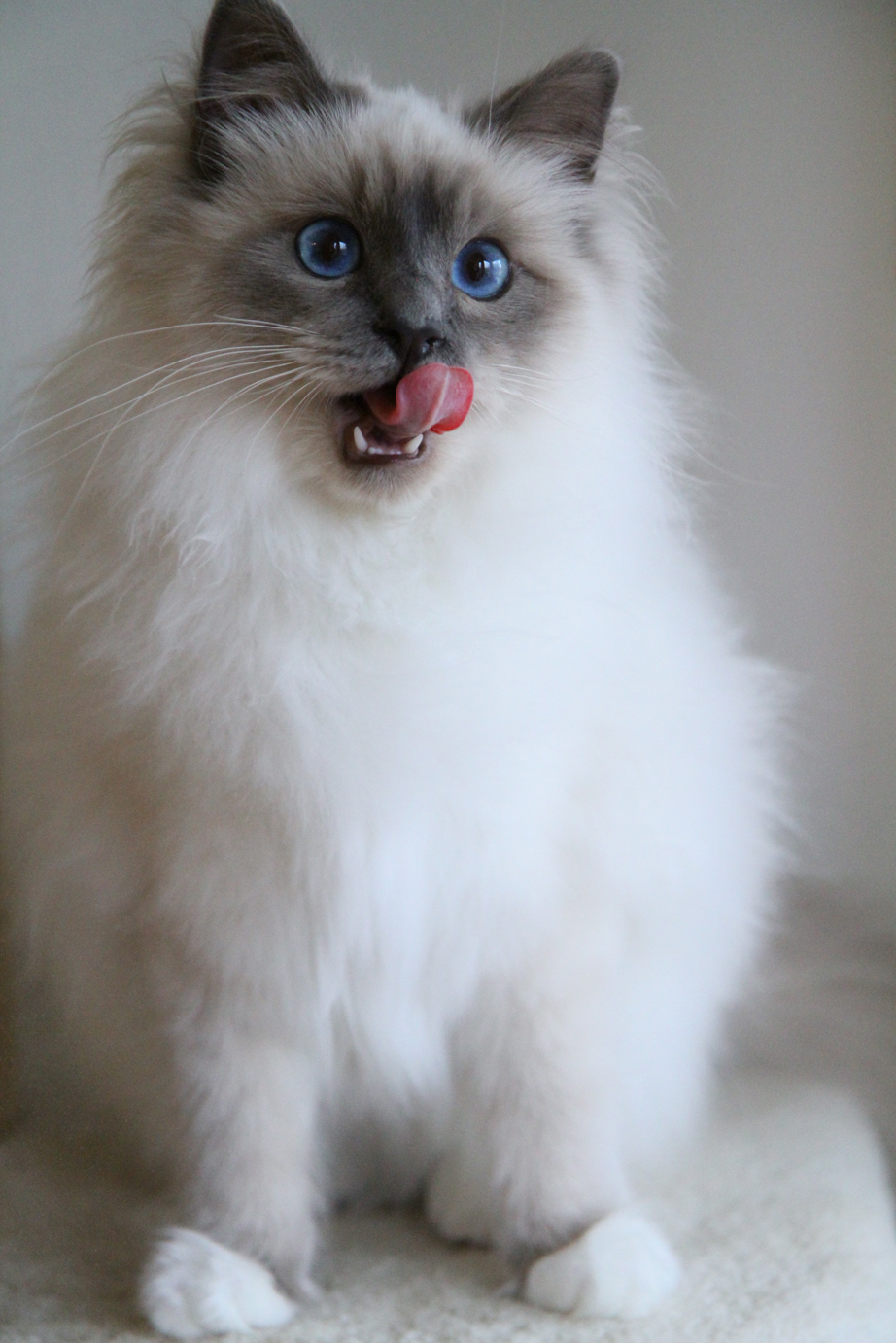
藍色重點色伯曼猫

传说这种猫本是缅甸北方神庙中所饲养的猫，被人走私贩卖到法国。
二战期间伯曼猫几乎在欧洲绝种，战后只有一对名叫奥尔洛夫（Orloff ）和齐妮亚（Xenia de Kaabaa）的猫幸存，后来法国所有的伯曼猫都是这对猫的后裔，因此伯曼猫的基因多样性在各种猫里是最低的。但由于后来繁殖过程中多与波斯猫和暹罗猫杂交，纯种猫很少 。
最初伯曼猫只有海豹重点色这一种毛色，1959年后繁殖出蓝色重点色和其他颜色，并繁殖出新的品种，其中包括布偶猫。